# Macintosh IIfx
De Macintosh IIfx is een personal computer die ontworpen, gefabriceerd en verkocht werd door Apple Computer van maart 1990 tot april 1992. Met zijn 40 MHz 68030 CPU en 68882 FPU was het een voor zijn tijd uitzonderlijk krachtige computer. Aan deze prestaties hing wel een prijskaartje vast, met een basisconfiguratie die startte vanaf ongeveer 9000 euro.
De IIfx werd voornamelijk gebruikt voor rekenintensief werk, wetenschappelijk onderzoek, DTP- en grafische toepassingen of als afdelingsserver met A/UX.

## Ontwerp

### Hardware
De IIfx werkt met een systeembus op 40 MHz, heeft 32 KB Level 2 cache, zes NuBus-slots en bevat een aantal eigen ASIC's en coprocessoren. Deze chips zijn ontworpen om de machine nog verder te versnellen en vereisen systeemspecifieke stuurprogramma's.
Het geheugen van de IIfx bestaat uit 64-pin dual-port SIMM's met een snelheid van 80 ns, terwijl alle andere Macintosh-modellen van die tijd 30-pin SIMM's gebruikten. De extra 34 pinnen per SIMM maakten gelijktijdige schrijf- en leestoegang tot dezelfde SIMM-bank mogelijk, wat de geheugentoegang verder versnelde. Het was ook mogelijk om pariteitsgeheugenmodules te gebruiken. Het moederbord heeft in totaal 8 RAM-slots die per vier moesten gevuld worden  met SIMM's van 1, 4 of 16 MB, wat resulteerde in een maximale geheugenhoeveelheid van 128 MB, enorm veel voor die tijd.
In tegenstelling tot andere modellen met een Processor Direct Slot (PDS) had de IIfx geen toegang tot de NuBus-slots vanuit het PDS. Dit bemoeilijkte het ontwerp van acceleratorkaarten. Sommige producenten kwamen met een oplossing door de acceleratorkaart in het PDS met een kabelbrug te verbinden met een extra NuBus-kaart behorende bij de accelerator, waardoor de PDS-NuBus-koppeling ontstond.
De CPU van de IIfx moest niet langer alle I/O-bewerkingen, seriële communicatie en muisbewegingen zelf afhandelen. De IIfx beschikte over twee speciale ASIC's voor diskettebewerkingen, ADB en seriële communicatie. Deze I/O-chips waren voorzien van een paar 10 MHz ingebouwde 6502 CPU's, dezelfde CPU-familie die gebruikt werd in Apple II-machines.
De SCSI-hardware van de IIfx beschikte over DMA-mogelijkheden, alhoewel de Macintosh software er geen gebruik van maakte. De IIfx vereiste een speciale zwartgekleurde SCSI-terminator voor externe schijven.
Samen met de IIfx introduceerde Apple ook zijn eerste versnelde videokaart, de Macintosh Display Card 8/24 GC. Eerdere videokaarten waren gewoon niet performant genoeg voor gebruik in de IIfx.

### Easter egg
De Mac IIfx ROM bevat een easter egg: Als de systeemdatum op 19 maart 1990 gezet wordt (de verschijningsdatum van de machine), het scherm op 256 kleuren ingesteld wordt en de toetsencombinatie ⌘ Cmd-⌥ Opt-F-X wordt vastgehouden tijdens het opstarten, verschijnt een afbeelding van het ontwikkelteam.

## Modellen
De Macintosh IIfx werd aangeboden in de volgende configuraties:
- Macintosh IIfx: 4 MB RAM, 1.44 MB SuperDrive
- Macintosh IIfx 4/80: 4 MB RAM, interne 80 MB SCSI harde schijf
- Macintosh IIfx 4/160: 4 MB RAM, interne 160 MB SCSI harde schijf
- Macintosh IIfx 4/80 met Parity Support: 4 MB pariteits-RAM, interne 80 MB SCSI harde schijf

Vanaf 15 mei 1990 was ook de volgende configuratie beschikbaar:
- Macintosh IIfx 4/80 met A/UX: 4 MB RAM, interne 160 MB SCSI harde schijf met A/UX 2.0 voorgeïnstalleerd

## Specificaties
- Processor: Motorola 68030, 40 MHz
- FPU : Motorola 68882
- PMMU : geïntegreerd in de processor
- Systeembus snelheid: 40 MHz
- ROM-grootte: 512 kB
- Databus: 32 bit
- RAM-type: 80 ns 64-pin dual-port SIMM
- Standaard RAM-geheugen: 4 MB
  - Uitbreidbaar tot maximaal 128 MB
  - RAM-sleuven: 8 (per vier)
- Standaard video-geheugen: 2 MB VRAM[a]
  - Uitbreidbaar tot maximaal 4 MB VRAM[a]
- Standaard diskettestation: 3,5-inch, 1,44 MB
- Standaard harde schijf: 80 of 160 MB
- Uitbreidingssleuven: 6 NuBus, 1 IIfx PDS
- Type batterij: 2× 3,6 volt Lithium
- Uitgangen:
  - 2 ADB-poorten (mini-DIN 4) voor toetsenbord en muis
  - 1 SCSI-poort (DB-25)
  - 2 seriële poorten (mini-DIN)
  - 1 audio-uit (3,5 mm jackplug)
- Ondersteunde systeemversies: 6.0.5 t/m 7.6.1 en A/UX 2.0 t/m 3.1.1
- Afmetingen: 14,0 cm × 47,5 cm × 36,6 cm  (hxbxd)
- Gewicht: 10,9 kg

Uit productie: 1984: Macintosh 128K, Macintosh 512K · 1985: Macintosh XL · 1986: Macintosh Plus · 1987: Macintosh II, Macintosh SE · 1988: Macintosh IIx · 1989: Macintosh SE/30, Macintosh IIcx, Macintosh IIci, Macintosh Portable · 1990: Macintosh IIfx, Macintosh Classic, Macintosh IIsi, Macintosh LC serie · 1991: Macintosh Quadra 700, Macintosh Quadra 900, Apple PowerBook · Macintosh Classic II · 1992: Macintosh IIvx, Macintosh Quadra 950, PowerBook Duo, Macintosh Performa serie · 1993: Macintosh Centris serie, Macintosh Color Classic, Macintosh TV · Apple Workgroup Server · 1994: Power Macintosh · 1997: Power Macintosh G3, PowerBook G3, Twentieth Anniversary Macintosh · 1998: iMac · 1999: iBook, Power Mac G4 · 2000: Power Mac G4 Cube · 2001: PowerBook G4 · 2002: eMac, iMac G4 · 2003: Xserve, Power Mac G5 · 2004: iMac G5 · 2005: Mac mini · 2006: MacBook · 2015: MacBook (Retina) · 2017: iMac Pro

Huidige modellen: MacBook Air, MacBook Pro, iMac, Mac mini, Mac Studio, Mac Pro